# Matúš Kostolný
Matúš Kostolný ist ein slowakischer Journalist. Er war zwischen 2006 und 2014 Chefredakteur der Zeitung SME und seit 2015 ist er der Chefredakteur der Zeitung Denník N.

## Leben
Bereits während er Journalismus und internationale Beziehungen an der Karls-Universität in Prag studierte, begann Matúš Kostolný 1994 mit der Arbeit als Journalist bei der slowakischen Tageszeitung SME und arbeitete dort 20 Jahre lang in verschiedenen Positionen. Nachdem er bereits den Posten des stellvertretenden Chefredakteurs innehatte, wurde er 2006 Nachfolger des bisherigen Chefredakteurs Martin M. Šimečka. Im Jahr 2014 entschied sich die Rheinische Post ihre Anteile an der SME an die slowakische Investmentgruppe Penta zu verkaufen. Weil die Investmentgruppe aber in einen großen Korruptionsfall verwickelt sein soll, entschieden sich Matúš Kostolný und ein Großteil der Redaktion die Zeitung zu verlassen. Seine Nachfolgerin wurde Beata Balogová, welche zuvor Chefredakteurin von The Slovak Spectator war. Nach dem Ausscheiden aus der SME gründete die Gruppe um Matúš Kostolný mit der Denník N ihre eigene Zeitung, die seit 2015 täglich erscheint. Bei der neuen Zeitung übernahm Matúš Kostolný den Posten des Chefredakteurs.